# كودي هودسون
كودي هودسون (بالإنجليزية: Cody Hodgson)‏ (و. 1990  م) هو لاعب هوكي الجليد كندي، ولد في تورونتو، مركز لعبه هو مركز ‏.
.

## روابط خارجية
- كودي هودسون على موقع دوري الهوكي الوطني (الإنجليزية)
- كودي هودسون على موقع الدوري الأمريكي لهوكي الجليد (الإنجليزية)
- كودي هودسون على موقع EliteProspects.com (الإنجليزية)
- كودي هودسون على موقع Eurohockey.com (الإنجليزية)
- كودي هودسون على موقع HockeyDB.com (الإنجليزية)
- كودي هودسون على موقع Hockey-Reference.com (الإنجليزية)